# Samantha Jade
Samantha Jade, född 18 april 1987, är en australisk singer/songwriter. Hon har bland annat skrivit sången Step Up som används i filmen med samma namn från 2006. Jade vann den fjärde säsongen av den australienska versionen av X-Factor 20 november 2012.